# いすゞ・LV434
LV434は、いすゞ自動車が製造する大型観光バスである。当項では他の輸出用LVシャーシについても記述する。

## 概要
輸出専用車で日本では販売されていない車種である。日本からはシャーシのみの輸出で車体は販売国のコーチビルダーによって架装される。

## ラインナップ

### LV123
LV423のリーフサスペンション版。

### LV423(R)
エンジンは6SD1を搭載し、EURO3規制に適合している。

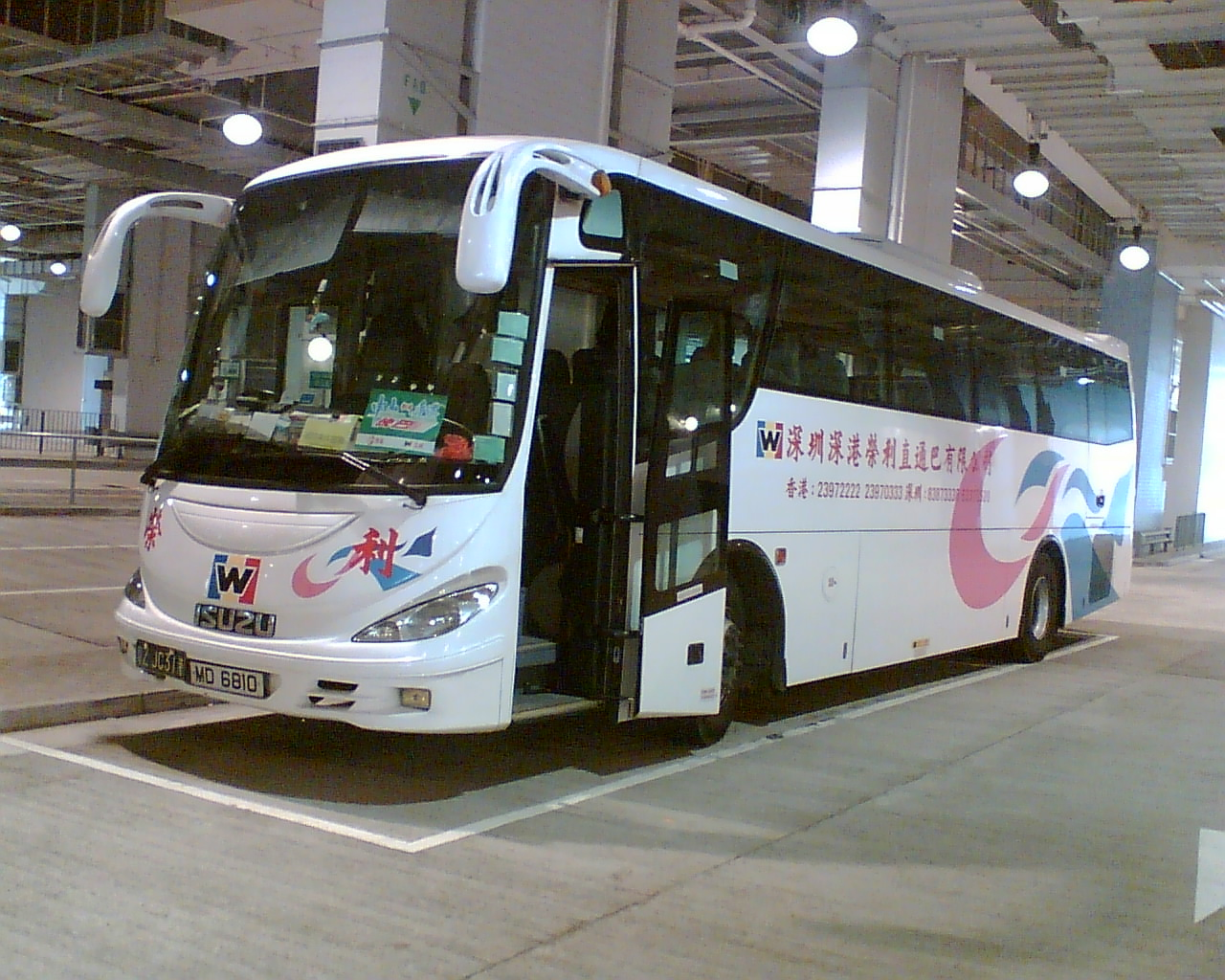
LV423R 捷聯車体JL-07

タイでは、国内車体メーカー製の都市型路線バスボディを架装し、バンコク大量輸送公社（BMTA）によりバンコク都市圏でシティバスとして使用されている。

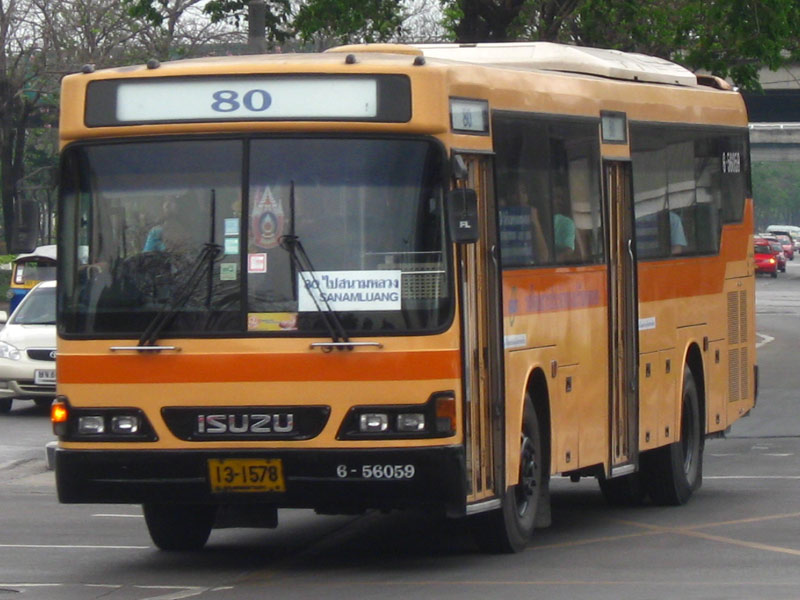
バンコク大量輸送公社のLV423R

### LV434
LV423Rの後継として2007年登場。日本国内専用車のエルガ同様のエンジン 6HK1を搭載し、コモンレール噴射システム、DPD、クールドEGRとの組み合わせでEURO4規制に適合している。